# Bondepartiet (Danmark)
Bondepartiet (F) var ett politiskt parti i Danmark mellan 1934 och 1945. Det grundades genom en utbrytning ur Venstre. Mellan 1934 och 1939 hade det namnet Det Frie Folkeparti.
Partiets bas var Landbrugernes Sammenslutning. Under den nazistiska ockupationen fick partiet allt mer nazistiska åsikter och det kom att läggas ner efter kriget. Det satt i folketinget mellan 1935 och 1945.